# John Davison Rockefeller Jr.
John Davison Rockefeller Jr. (Cleveland, 29 gennaio 1874 – Tucson, 11 maggio 1960) è stato un imprenditore statunitense.
Figlio ed erede del ricchissimo petroliere John Davison Rockefeller, controllò le fortune della famiglia Rockefeller nella prima metà del XX secolo e divenne un personaggio di riferimento per l'alta finanza.

## Biografia

### Infanzia e adolescenza
J.D.R. Jr. era il quinto e ultimo figlio dell'uomo più ricco del mondo (1839-1937) e di sua moglie Laura Celestia Spelman (1839-1915). Visse i primi anni della sua vita nella proprietà di famiglia, al 4 West 54th Street, e frequentò la Browning School dal 1889 al 1893. Terminata questa volle andare a Yale, ma fu persuaso da William Rainey Harper (rettore dell'Università di Chicago) a frequentare l'Università Brown.
Negli anni universitari i suoi compagni lo soprannominavano Johnny Rock. Dimostrò una grande passione per la musica, ma oltre agli svaghi fu anche uno studente di successo, al punto da essere eletto più volte a ricoprire importanti cariche. A differenza degli altri figli di miliardari J.D. Jr. era particolarmente attento a non sperperare il denaro che gli veniva inviato dal padre, riuscendo a conciliare lo studio con ottimo profitto, il divertimento e il coltivare passioni proprie senza spendere fiumi di denaro paterno. Nel 1897 ottenne il suo Bachelor of Arts. Negli anni universitari si unì a due diverse confraternite: la Alpha Delta Phi e la Phi Beta Kappa.

### Carriera
Dopo la laurea J.D. Jr. si unì alle attività paterne. Il 1º ottobre 1897 trovò il suo primo impiego nell'edificio quartier generale della Standard Oil, a Broadway, come direttore della compagnia. In seguito assunse anche il ruolo di direttore della neonata U.S. Steel company di John Pierpont Morgan, il celebre banchiere. Lasciò entrambe le cariche sociali nel 1910, dopo uno scandalo di corruzione di membri del congresso che lo vide protagonista insieme a John Dustin Archbold: lo scandalo venne svelato dall'impero mediatico di William Randolph Hearst, ed ebbe grande risonanza anche grazie alla potenza mediatica di quest'ultimo.
Nel 1914 fu uno dei protagonisti della vicenda del Massacro di Ludlow, per via delle sue quote di partecipazione in notevoli attività minerarie; venne chiamato in tribunale a testimoniare sulla vicenda e in quell'occasione ammise la sua consistente fetta di colpa sulla vicenda che portò alla morte di venti persone, tra uomini, donne e perfino bambini.
Durante la grande depressione seguente al grande crollo del 29 ottobre 1929 Rockefeller Junior fu abile nel sfruttare il ribasso dei prezzi e diventare uno dei più grandi proprietari immobiliari di New York, edificando anche il celebre Rockefeller Center e riuscendo a fare in modo che in questo gigantesco complesso edilizio venissero a stabilire il loro quartier generale aziende come la General Electric, la NBC, la RKO Pictures e la RCA, alcune prestigiose banche e la Standard Oil of New Jersey (Esso).
Nel 1921 ricevette da suo padre il 10% della Equitable Trust Company, in seguito alla fusione di questa con la Chase National Bank (oggi JPMorgan Chase): il colosso originato era senza dubbio la più grande banca del mondo. Come conseguenza della fusione John Davison Jr. vide la propria quota scendere al 4%, rimanendo tuttavia l'azionista di maggioranza.

### Famiglia
John Davison Rockefeller Jr. si è sposato una sola volta nel corso della sua vita, con Abigail Greene Aldrich, la figlia di un senatore del Rhode Island, e con lei ha avuto 6 figli.
- Abby Rockefeller Mauzé (9 novembre 1903 - 27 maggio 1976)
- John D. Rockefeller III (21 marzo 1906 - 10 luglio 1978)
- Nelson Rockefeller (8 luglio 1908 - 26 gennaio 1979)
- Laurance Spelman Rockefeller (26 maggio 1910 - 11 luglio 2004)
- Winthrop Rockefeller (1º maggio 1912 - 22 febbraio 1973)
- David Rockefeller (12 giugno 1915 - 20 marzo 2017)

## Filantropia
Nel corso della sua vita (soprattutto negli ultimi anni) J.D. Rockefeller Jr. ha donato 537 milioni di dollari.
- Nel 1900 ha convinto il padre a fondare un centro di ricerca contro il cancro.
- Negli anni venti una sua donazione di 5 milioni di dollari permise allo Stato di acquistare il terreno che, il 15 luglio 1934, sarebbe diventato il parco nazionale delle Great Smoky Mountains.
- Nel 1928 ha donato il terreno per consentire la costruzione del Museum of Modern Art a New York.
- Nel 1945 fece una donazione di 8,5 milioni di dollari con la quale venne acquistato a New York un terreno sulle rive dell'East River, dove poi venne costruita la sede delle Nazioni Unite.